# Уолд, Роберт
Ро́берт Мануэ́ль Уо́лд (англ. Robert Manuel Wald, род. 1947) — американский физик, профессор чикагского Института Энрико Ферми и Чикагского университета. Основные труды посвящены общей теории относительности и термодинамике в чёрных дырах. Член Американского физического общества (1996), Американской академии искусств и наук (2000) и Национальной академии наук США (2001). Лауреат премии Эйнштейна от Американского физического общества (2017 год).

## Биография и научная деятельность
Роберт Уолд — сын венгерского математика и статистика Абрахама Вальда. Родители Уолда погибла в авиакатастрофе, когда ему было три года.
Уолд учился в Колумбийском университете (бакалавр в 1968 году), докторскую степень получил в 1972 году в Принстонском университете. С 1974 года — в Чикагском университете, доцент с 1976 года и профессор с 1985 года. Одновременно он профессор Института Энрико Ферми. Уолд преподаёт в Чикаго курсы по различным темам физики, был признан особенно эффективным преподавателем.
Уолд — автор нескольких влиятельных монографий и статей, опубликовал более 100 научных работ по общей теории относительности и квантовой теории поля в искривлённом пространстве-времени, многие из которых цитировались в сотнях последующих научных трудов. Внёс вклад в алгебраическую квантовую теорию поля. В 1993 году он описал «энтропию Уолда» в чёрной дыре, зависящую только от площади горизонта событий чёрной дыры.
В 2017 году стал лауреатом премии Эйнштейна от Американского физического общества «за фундаментальный вклад в классические и полуклассические исследования гравитации; в частности, за открытие общей формулы для энтропии чёрных дыр, и за развитие строгой формулировки квантовой теории поля в искривлённом пространстве-времени».

## Основные труды
- Wald, Robert M. Space, Time, and Gravity: The Theory of the Big Bang and Black Holes (англ.). — 2nd. — Chicago: University of Chicago Press, 1992. — ISBN 0-226-87029-4.
- Wald, Robert M. General Relativity (англ.). — Chicago: University of Chicago Press, 1984. — ISBN 0-226-87033-2.
- Wald, Robert M. Quantum Field Theory in Curved Spacetime and Black Hole Thermodynamics (англ.). — Chicago: University of Chicago Press, 1994. — ISBN 0-226-87027-8.
- Black Holes and Relativistic Stars (англ.). — Chicago: University of Chicago Press, 1998. — ISBN 0-226-87035-9.